# Lena Swanberg (sångare)
Lena Swanberg, född 28 augusti 1982, är en svensk jazzsångare och kompositör. Hon är uppväxt i Bollnäs och har studerat på Kungliga Musikhögskolan i Stockholm med examen 2008.
Lenas debutalbum släpptes 11 april 2012.

## Priser och utmärkelser
- 2008 – Faschings Vänners stipendium
- 2009 – Monica Zetterlund-stipendiet i kategorin "lovande nykomling"[1][2]

## Diskografi
- 2012 – The Art of Staying Young and Unhurt